# Germinalské povstání

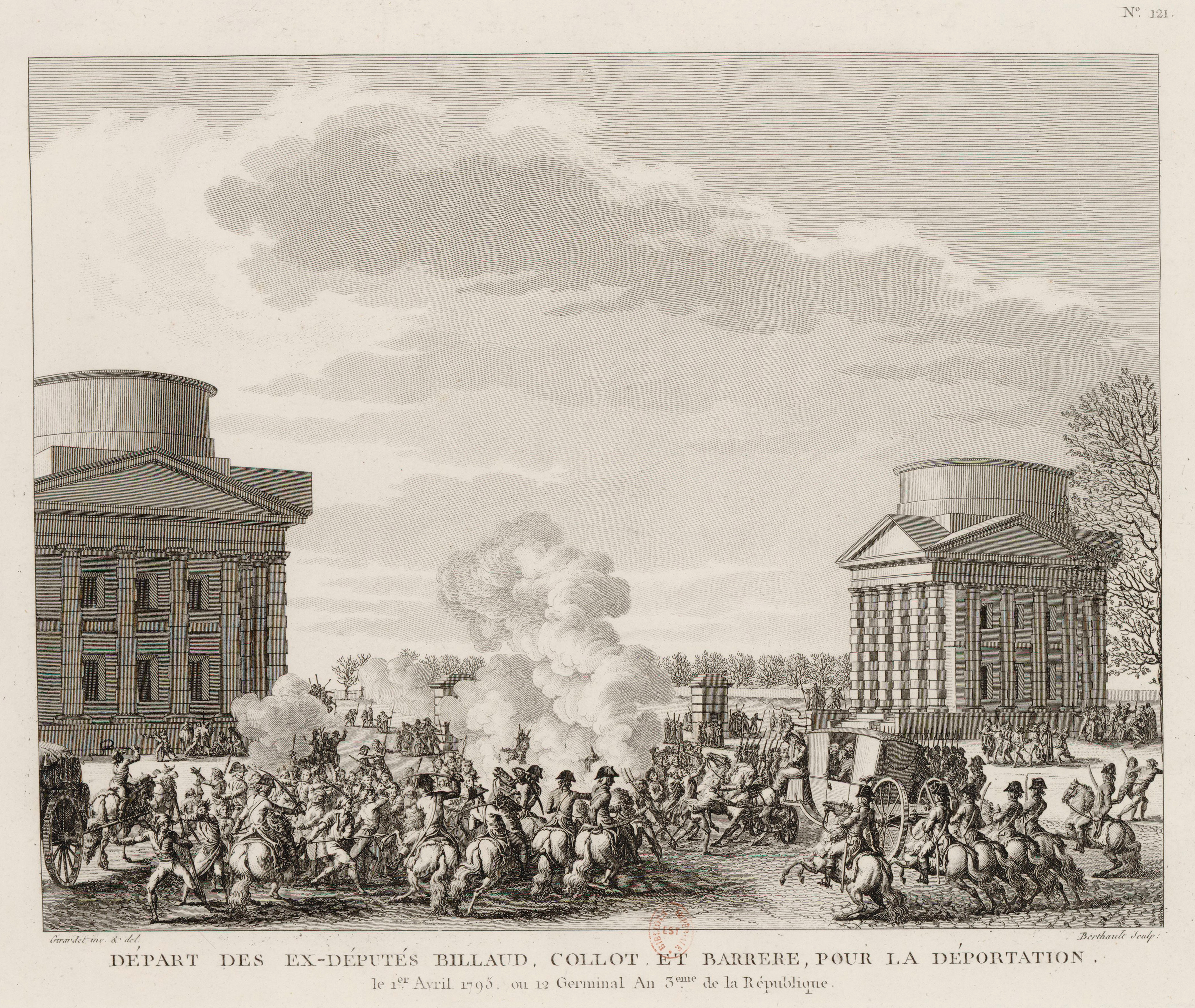
Den po povstání se dav snaží osvobodit Barèra, Billaud-Varenna a Collota d'Herbois, bývalé členy Výboru pro veřejnou bezpečnost, internované výnosem Národního konventu. Rytina, Pierre-Gabriel Berthault podle kresby Abrahama Girardeta,Paříž, BnF, oddělení tisků, 1802.

Germinalské povstání (insurrection du 12 germinal an III, tj. povstání 12. germinalu roku III)  bylo neúspěšné lidové povstání sansculotů během Velké francouzské revoluce namířené proti thermidoriánům. K povstání došlo 1. dubna 1795 (dle revolučního kalendáře 12. germinalu roku III). Demonstranti požadovali dostatek chleba a dodržování ústavy z roku I (1793). Na příkaz Konventu generál Jean-Charles Pichegru, který právě pobýval v Paříži, pomohl demonstraci násilně rozehnat.

## Příčiny
Pád Robespierra a konec hrůzovlády vedly na podzim roku 1794 ke konci jakobínského dirigismu a návratu k ekonomickému liberalismu. Byl uvolněn dovoz obilí, aby se mohla republika připravit na blížící se zimu. Zákon o maximálních cenách byl zrušen dne 24. prosince 1794.
Návrat volného obchodu sice umožnil oživení dovozu, ale také vedl k propadu hodnoty asignátu. Tím nastal výrazný nárůst cen potravin a zpomalení prodeje zemědělci, kteří doufali, že této inflace využijí. Spekulace tento trend jen zvýraznily a první obětí se stala dělnická vrstva.
Navíc byla sklizeň v roce 1794 kvůli obtížným klimatickým podmínkám v některých oblastech, jako Île-de-France nebo sever země, průměrná nebo dokonce špatná. Hromadné odvody také vedly k nedostatku pracovních sil pro dokončení sklizně. Aby se vyhnuli rekvizicím nařízeným revoluční vládou, byli rolníci v pokušení ukrývat své obilí. Od listopadu doléhalo na Francii riziko nedostatku potravin. Nejen, že chybělo obilí, ale také si pěstitelé dávali pozor, aby ho na trh neuvedli více, a raději čekali, až na jaře zdražení vyvrcholí.
Zima 1794/1795 byla velmi krutá, od Velké zimy roku 1709 dosud neviděná. Olivovníky na jihu zmrzly, vlci se objevili až u bran Paříže. Od severu k jihu byly silnice zasněžené a neprůjezdné, a řeky byly zamrzlé, což vedlo k ochromení pohybu zboží, a tedy i zásobování.
Za těchto podmínek měla vláda zájem vyhnout se hladomoru u těch nejneklidnějších vrstev obyvatelstva, zejména v Paříži. Výboru pro veřejné blaho se podařilo dohodnout nákupy pšenice z Pobaltí, Thrákie a Maghrebu. Led ale značně narušil dovoz těchto potravin. Vláda se proto mohla uchýlit pouze k rekvizicím a zdanění. Na konci zimy byla situace kritická. Trhy v Paříži a na venkově byly sice zásobeny, ale ceny byly přemrštěné. Přídělový systém zavedený obcemi umožnil vyhnout se hladomoru, ale příděly se s blížícím se jarem dále snižovaly. Aby úřady zaplnily mezery, brzy zjistily, že jsou nuceny vydávat příděly se ztrátou, a svěřily se tak do rukou dodavatelů.
Životní podmínky obyvatel byly velmi obtížné. Palivo bylo drahé a vzácné, zatímco potraviny byly nekvalitní. Nemoci a nouze se šířily mezi nejvíce znevýhodněnými sociálními vrstvami. Bandy žebráků a lupičů se pohybovaly po silnicích Pikardie a Beauce. Nejvíce postiženými regiony byly Pikardie a Normandie. Tato krize jen posílila sociální napětí mezi nižšími třídami, oběťmi hladomoru, a zámožnými vrstvami měst a venkova.
Přestože Paříž byla nedostatkem postižena mnohem méně než venkov, právě v hlavním městě byly protesty nejsilnější. Dělnická populace získala za šest let revoluce velké politické povědomí, z něhož se odvíjela velmi silná nespokojenost s politikou Konventu.
Hébertisté jako Babeuf se snažili využít situace, ale vláda je měla po dohledem. Kluby byly uzavřeny a poslední sansculotské sekce přešly do rukou thermidoriánů.
Po opětovné internaci 73 girondistických poslanců (8. prosince 1794) se Konvent se stále více dostával pod vliv protirevoluční, dokonce až royalistické pravice. Od Robespierrovy smrti došlo mezi thermidoriány k rozkolu. Někteří thermidoriáni, nepřátelští jak k excesům jakobínů, tak k reakcionářům, se přiblížili lidovému hnutí nebo alespoň lpěli na myšlence umírněné republiky. Mezi ně patřil např. Jacques Alexis Thuriot nebo Piere Louis Bentabole. Jiní se naopak spojili s nejkonzervativnějšími složkami Konventu, např. Jean-Lambert Tallien, Louis Marie Stanislas Fréron, André Dumont nebo Louis Legendre.
Na druhou stranu poslední montagnardi viděli v potravinové krizi způsob, jak znovu získat vliv mezi obyvateli hlavního města a nakonec i moc.
V březnu 1795 probíhala debata ohledně osudu Collota d'Herbois, Billaud-Varenna, Barèra a Vadiera, zástupců Hory ve vládních výborech. Dne 29. března Konvent ve spěchu skoncovat se čtyřmi muži odmítl svěřit jejich proces budoucímu zákonodárnému orgánu. Současně pokračovaly práce na vytvoření nové ústavy. K jejímu vypracování byla 30. března ustanovena komise, která prohlásila, že se nechce vracet k principům ústavy z roku 1793.
Měsíc březen byl ve znamení počátků lidových nepokojů. V Paříži neustále bojovali royalističtí muscadinové a jakobíni. Především zástupci z předměstí Saint-Marceau, Saint-Jacques a Saint-Antoine zaslali Konventu výhružné nóty a požadovali rychlé zlepšení životních podmínek obyvatel.
Udržení pořádku se stalo hlavním zájmem Konventu. Dne 21. března Sieyès nechal odhlasovat takzvaný velký policejní zákon, který trestal trestem smrti všechny, kdo vystoupili proti Konventu tím, že podněcovali povstání. Zároveň členové Národní gardy dostali pušky, aby odvrátili případnou vzpouru.

## Průběh povstání
Dne 7. germinalu roku III se v sekci Gravilliers konalo nelegální shromáždění. Dne 10. germinalu (30. března) se konala valná shromáždění pařížských sekcí. Chudší sekce na východě města a na předměstí požadovaly chléb, aplikaci ústavy z roku 1793, znovuotevření klubů a propuštění uvězněných poslanců. Následujícího dne se odebrala delegace ze sekce Quinze-Vingts, aby tyto stížnosti přednesla v Konventu.
Ráno 12. germinalu se demonstranti shromáždili na ostrově Cité. Vedl je bývalý velitel sekce Cité Van Heck. Bylo zde velké množství mužů a žen, včetně mnoha stavebních dělníků, kteří neměli bydliště v Paříži. Tito sansculoti většinou pocházeli z předměstí Saint-Antoine, Saint-Marceau a Saint-Jacques a ze sekcí Thermes, Halle-au-Blé, Cité a Poissonnière. Výbor pro všeobecnou bezpečnost nechal preventivně střežit okolí Konventu.
Ale kolem 14. hodiny dav demonstrantů překonal gardisty a vstoupil do jednacího sálu. V tu chvíli Boissy d'Anglas, člen Výboru pro veřejnou bezpečnost odpovědný za výživu, právě informoval o údajném úspěchu systému zásobování. Montagnardi, a priori naklonění hnutí, v této situaci váhali, dokonce navrhli evakuaci sálu, snad ze strachu z odvety. V sále panoval chaos. Montagnardi a thermidoriáni se navzájem odsuzovali. Legendre se snažil hovořit z pódia, ale neúspěšně. Van Heck vstoupil na pódium a představil stížnosti demonstrantů. Upozornil na povstání 14. července, 10. srpna a 31. května a vyzýval k zajištění chleba, dodržování ústavy z roku 1793, osvobození poslanců, kteří byli obětí thermidorské reakce, a potrestání Frérona a jeho zlaté mládeže. Poté prezentovaly své stížnosti ostatní sekce.
Předseda André Dumont, thermidorián blízký royalistům, se snažil uklidnit demonstranty, ale neúspěšně. Když Dumont obvinil roajalisty z podněcování tohoto neklidu, montagnard Choudieu na něj ukázal prstem: "Royalismus? Je tady!" Během této doby většina pravicových poslanců a poslanců Bažiny opustila místnost.
Zatímco demonstranti ztráceli čas v debatách, Výbor pro všeobecnou bezpečnostní  zareagoval a povolal loajální oddíly buržoazních sekcí. Ty se shromáždily kolem Konventu ke konci odpoledne.
Kolem šesté hodiny se Legendre ujal vedení asi tří set muscadinů a přidal několik vojáků, kterým velel generál Pichegru. Bývalý dantonista pak nechal zaútočit na budovu a pronásledoval demonstranty za zpěvu písně Le réveil du peuple, hymně thermidoriánů.
Během této doby přijaly výbory, které se scházeli pod vedením Cambacérèse rozhodnutí, zejména zatčení poslanců kompromitovaných během nepokojů a jejich okamžité deportaci.
Nedostatečná organizace demonstrantů a absence vojenské podpory ze strany sansculotů byly hlavní příčinou jejich neúspěchu.

## Reakce
Zasedání Konventu pokračovalo ihned, jak byl obnoven pořádek. Tribuny se naplnily diváky ve prospěch reakce. Paříž byla okamžitě obklíčena, Pichegru byl jmenován vrchním velitelem, kterému pomáhali Paul de Barras a Antoine Merlin de Thionville. Byla nařízena okamžitá deportace Vadiera, Barèra, Collota a Billauda. Poslanci Tallien, Dumont, Thibaudeau, Bourdon de l'Oise, Barras obviňovali montagnardy z podpory povstání. Pod záminkou údajných útoků na dva pravicové poslance (Pierre-Jean-Baptiste Auguis a Jean-Augustin Pénières) bylo v pevnosti Ham uvězněno sedm montagnardů: Pierre Joseph Duhem, Pierre Jacques Michel Chasles, Léonard Bourdon, Jean Pierre André Amar, René-Pierre Choudieu, Marc-Antoine Huguet a André Foussedoire. O několik dní později k nim přibyli Laurent Lecointre, Moyse Bayle nebo Thuriot.
Následujícího dne, 13. germinalu (2. dubna), se dav neúspěšně pokusil osvobodit Collota, Billauda a Barèra, kteří byli odsouzeni k deportaci. V noci z 13. na 14. vypukla demonstrace v sekci Quinze-Vingts, ale Pichegru ji bez problémů rozehnal.
Nakonec byla dne 14. germinalu vytvořena ústavní komise pověřená vypracováním nového textu, který by doplnil nepoužitelnou ústavu z roku I.

## Nepokoje na venkově
Další hladové nepokoje vypukly kolem Paříže na začátku dubna, protože veškeré obilí stáhlo hlavní město. Nepokoje měly různé podoby v závislosti na regionu. V Rouenu a Amiensu mezi 2. a 5. dubna demonstranti požadovali "chleba a krále". Dne 17. germinalu (6. dubna) povstaly části Saint-Germain, aby také požadovaly chléb a ústavu z roku 1793. Thermidoriánská moc byla obviňována, že vyvolala tento nedostatek a nespokojenost nabyla vážných rozměrů.
O měsíc později se nedostatek změnil v hladomor a vedl k prairialskému povstání (20. května), poslednímu lidovému hnutí v hlavním městě před povstáním 13. vendémiairu a červencovou revolucí.